# سيدة الزيتون
سيدة الزيتون المعروفة أيضًا بشكل مختصر بالزيتون أو نادرًا سيدة النور، هو ظهور مريمي عظيم، قيل أنه حدث في حي الزيتون في القاهرة في مصر على مدى ثلاث سنوات بدءًا من 2 أبريل 1968.

## الظهور

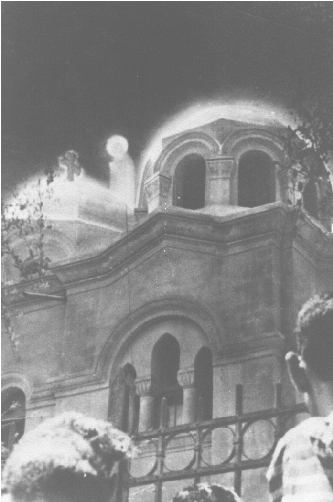
تجلي العذراء مريم على سطح الكنيسة بعدسة أحد المصورين

في مساء يوم 2 أبريل 1968 ظهرت السيدة العذراء لأول مرة في الزيتون. ادعى ميكانيكيا حافلات مسلمان أنهما شاهدا امرأة ترتدي الزي الأبيض على سطح كنيسة القديسة مريم القبطية. اعتقد أحدهما أنها راهبة تنوي الانتحار بالقفز من السطح فاستدعى رجال الشرطة. اجتمع حشد من الناس في الموقع وسمعوا الميكانيكيين وهم يصرخون "لا تقفزي!". حاولت الشرطة تفريقهم بالادعاء أن المشاهدة كانت مجرد انعكاس للضوء المنبعث من مصابيح الشوارع. ومع ذلك أشار حارس الكنيسة إلى أن الشخصية هي مريم العذراء الأمر الذي أثار اندهاش الجمهور. انتهى الحدث نفسه بعد بضع دقائق.
بعد أسبوع في 9 أبريل تكررت هذه الظاهرة ولم تدم سوى بضع دقائق هذه المرة. بعد ذلك أصبحت الظهورات أكثر تكرارا أحيانًا مرتين أو ثلاث مرات في الأسبوع لعدة سنوات حتى توقفت في عام 1971. وفقًا للتقاليد القبطية يقع حي الزيتون بالقرب من أحد المواقع التي أقام فيها أفراد العائلة المقدسة أثناء هروبهم إلى مصر.
عين بطريرك الكنيسة القبطية الأرثوذكسية بالإسكندرية البابا كيرلس السادس لجنة من كبار الكهنة والأساقفة للتحقيق في الأمر بقيادة الأسقف غريغوريوس أسقف الدراسات العليا والثقافة القبطية والبحث العلمي. في 4 مايو أصدر البابا كيرلس السادس بيانًا رسميًا يؤكد الظهورات. بعد فترة وجيزة أصدرت وزارة السياحة أيضًا بيانا تؤكد فيه على المشاهدات وبدأت في طباعة الكتيبات.
كما شاهدت راهبات جمعية القلب المقدس الظهورات وأرسلن تقريرًا شاملاً إلى الفاتيكان، فوصل مبعوث من الفاتيكان في 28 أبريل وشاهد الظهورات أيضًا وأرسل تقريرًا إلى البابا بولس السادس. فوض الفاتيكان التحقيق إلى السلطات القبطية كون هذا الظهور حدث فوق كنيسة قبطية.
كما يزعم إن الرئيس جمال عبد الناصر قد شاهد الظهورات، والتقط مصورو التلفزيون والصحف المصرية صورًا لها. لم تكشف تحقيقات الشرطة عن أي تفسير واضح. ولم يُكتشف أي جهاز قادر على عرض انعكاس للصورة في نطاق خمسة عشر ميلاً، التقط مصورون مستقلون العديد من الصور للظهور المزعوم. اعترفت الحكومة المصرية بالظهورات على أنها حقيقية لأنه لم يكن هناك أي تفسير آخر، وكانت تحظى بتأييد السلطات الحكومية والدينية.

## استجابة متشككة
تختلف تقديرات عدد مراقبي الحدث اختلافًا كبيرًا. قيل إن الآلاف قد توافدوا على الكنيسة بعد وقت قصير من الظهور لأول مرة. زعم المؤلف المسيحي فرانسيس جونستون أن هذه الظهورات قد شاهدها ملايين الأشخاص. قدرت المصادر الأولية التي استخدمها جونستون عدد الأشخاص بـ 250,000 شخص كحد أقصى لليلة واحدة، قد يكون عدد الأشخاص أكبر أو أقل بكثير من هذا الرقم بسبب صعوبة تحديد حجم الحشد في الظلام. الدراسة الإحصائية العلمانية الوحيدة باللغة الإنجليزية للأحداث قدمتها سينثيا نيلسون وهي أستاذة الأنثروبولوجيا في الجامعة الأمريكية في القاهرة.
زارت سينثيا الكنيسة في عدة مناسبات في 15 أبريل 1968 وبعد أسبوع آخر نهاية أبريل وفي 1 يونيو 1968. على الرغم من التقارير عن الظهور المنتظم لمريم العذراء، لم ترى سينثيا أي شيء يمكن تحديده بوضوح على هذا النحو . بدلاً من ذلك رأت بعض ومضات الضوء المتقطعة، وفيما بعد توهج بشكل غامض يتلألأ عبر أشجار النخيل. لكنها أقرت بأن مصدر هذا الضوء كان لغزا، إذ كانت مصابيح الشوارع المحيطة بالكنيسة مطفأة منذ عدة أيام.
يجادل بعض المؤلفين بأن المشاهدات يجب أن ينظر إليها في سياقها. حدثت هذه الظهورات خلال فترة عصيبة في التاريخ المصري ورددت "تصورًا عامًا بأن فشل مصر في الصراع العربي الإسرائيلي عام 1967 كان بسبب التخلي عن الإيمان لصالح أيديولوجيات وأنظمة عقائدية من صنع الإنسان". كتب عالما الاجتماع روبرت بارثولوميو وإريك غود عن ظهورات الزيتون : "يبدو أن مراقبي الظهور المريمي كانوا ميالين للخلفية الدينية والتوقعات الاجتماعية لتفسير عروض الضوء على أنها مرتبطة بمريم العذراء".
ويقترح البروفيسور مايكل ب. كارول بالمثل أن الأضواء مجهولة المصدر فُسرت على أنها ظهور مريمي بسبب الضغوط المجتمعية على المجتمع المصري آنذاك، إلى جانب ارتباط السيدة العذراء بمنطقة الزيتون. لاحظ كارول أيضا أن رؤية المسلمين للعذراء لا يعتبر أمرًا غير عادي، إذ تحظى مريم العذراء بالتبجيل في الإسلام أيضًا.
اقترح العالمان جون إس دير و مايكل بيرسنجر [الإنجليزية] نظرية الإجهاد التكتوني كتفسير محتمل للأضواء نفسها، تنص النظرية على أن حدوث الزلازل هو ما يسبب ظهور أضواء غير عادية. في الواقع شهد حي الزيتون بعض النشاط التكتوني قبل أحداث 1968-1971، لذا من الممكن أن يكون مصدر الأضواء نتيجة ثانوية لهذا النشاط الزلزالي. قد يكون ظهور الأضواء ممكنًا في الليل فقط لأن هذه الأضواء قد لا تكون مرئية أثناء النهار ؛ ومع ذلك ، فإن نظرية الإجهاد التكتوني لم تقدم تفسيرًا لكيفية تسبب الأحداث التكتونية في إحداث هذه الأضواء.
الصور التي التقطت لهذا الحدث عديدة، وإن كانت غير متسقة في بعض الأحيان. معظم الصور ضبابية أو ذات جودة رديئة، ولكن يبدو أن العديد منها تصور مريم العذراء. بعض الصور التي التقطت للظهور المريمي هي إما رسومات فوق صورة قليلة التفاصيل من أجل توضيحها، أو صورة مرسومة بالكامل، مصدر الصورة الأكثر انتشارًا غير معروف، وقد أشار بعض المتشككين إلى وجود تناقضات فيها، مثل ظهور ضوء الشمس الساطع على رؤوس الأشخاص في حين كانت السماء تبدو سوداء ، أو الظهور شبه الشفاف لمريم العذراء بالرغم من الصور الأخرى وروايات الشهود التي تصفها بأنها غير شفافة ومشرقة للغاية. وفقًا لرواية سينثيا نيلسون بيعت العديد من الصور للظهور المريمي في السوق، والتي من شأنها أن توفر تمويلا ماليًا لهذا "التزوير" كما وصفته.
أنتج الكاتب الأمريكي برايان دونينغ حلقة عن هذا الظهور، وانتقد نظرية الإجهاد التكتوني لبيرسنجر، مشيرا إلى أن العديد مما يسمى بأضواء الزلزال قابلة للتفسير تمامًا، مثل البرق الناتج من العواصف البعيدة أو انفجار المحولات نتيجة الزلزال. يجادل دونينغ بأن الصور إما تشبه الرسوم التوضيحية بشكل مثير للريبة أو لا تصور شخصية بشرية، وأن العديد من الرسومات تم بيعها كهدايا تذكارية في السوق. يختتم دونينغ كلامه بشرح مقترح للأحداث قائلًا: بسبب الضغوط المجتمعية والتقاليد المحلية، فسرت هذه الأضواء مجهولة المصدر على أنها ظهور لمريم العذراء.

## وصلات خارجية
- موقع الكنيسة على الإنترنت